# Astropecten indicus
Astropecten indicus is een kamster uit de familie Astropectinidae.
De wetenschappelijke naam van de soort werd in 1888 gepubliceerd door Ludwig Döderlein.